# فريتز دبليو. قالبرايث
فريتز دبليو. قالبرايث (بالإنجليزية: Frederic W. Galbraith)‏ هو شخصية أعمال أمريكي، ولد في 6 مايو 1874 في Watertown Arsenal ‏ في الولايات المتحدة، وتوفي في 9 يونيو 1921 في إنديانابوليس في الولايات المتحدة.